# Garmo stavkirke
Garmo stavkirke er en stavkirke fra 1100-tallet, der er opstillet på frilandsmuseet Maihaugen ved Lillehammer i Innlandet, Norge. Garmo stavkirke er en af de mest besøgte stavkirker i Norge.

## Description
Garmo stavkirke kom oprindeligt fra landsbyen Garmo i Lom i den tidligere region Oppland. Den blev opført omkring 1150, hvor man mener, at der tidligere har stået en kirke bygget i 1021 opført af en vikingehøvding. I 1730 blev den udvidet med sideskibe, så kirken fik korsform.
Efter Garmo Kirke blev opført som nye sognekirke i 1879 blev stavkirken revet ned, og materialer blev solgt på auktion. I 1882 blev kirken solgt til Anders Sandvig, der fik flyttet den til Lillehammer i sektioner. Den blev genopført på Maihaugen i 1920–1921. Det er usikkert hvor stor en del af de oprindelige materialer, der blev brugt til genopførslen. Den nuværende kirke består hovedsageligt af interiør fra 1600- og 1700-tallet, bortset fra døbefonden af lerstan, som stammer fra 1100-tallet, og alle møbler stammer fra andre kirker. Prædikestolen er fremstillet i 1738 og stammer fra Romsdalen. Altertavlen er fra 1695 og kommer fra Lillehammer.

## References
1. ↑  "Garmo stavkirke". maihaugen.no. Arkiveret fra originalen 7. november 2017. Hentet 1. oktober 2017.
2. ↑  "Garmo stavkirke" Arkiveret 22. oktober 2012 hos  Wayback Machine Store norske leksikon (norsk)
3. ↑  "Garmo kyrkje". Den norske kirke. Arkiveret fra originalen 7. november 2017. Hentet 1. oktober 2017.
4. ↑  Arnfinn Engen. "Anders Sandvig". Norsk biografisk leksikon. Arkiveret fra originalen 28. september 2017. Hentet 1. oktober 2017.
5. ↑  Anne-Sofie Hjemdahl "Maihaugen" Arkiveret 17. august 2011 hos  Wayback Machine Store norske leksikon (norsk)

## Yderligere læsning
- Leif Anker (2005) The Norwegian Stave Churches (Oslo: Arfo Forlag) ISBN 978-8291399294
- Roar Hauglid (1970) Norwegian Stave Churches (Oslo: Dreyers Forlag) ISBN 9788209106020